# 格拉西亚大道站
格拉西亚大道站是巴塞罗那的一个火车站和地铁站，位于扩展区的格拉西亚大道附近。它是巴塞罗那最繁忙的车站之一，也是巴塞罗那地铁最重要的地铁站。
该站展示有一件安赫尔·奥伦桑兹创作的名为Ballarins NUS的艺术品。

## 历史
格拉西亚大道的第一个火车站建于1902年。原先的车站并不在地下，而线路直接连接赫罗纳和塔拉戈纳。20世纪1950年代，政府决定建造一个新的地铁站，并覆盖阿拉贡街沿线的所有轨道。工程于1954年开始，至1959年车站的阿拉贡隧道部分完工。为了让火车站更加便利使用同时改善其外观，计划对火车站进行彻底改造。